# RADWIMPS
RADWIMPS (Радвимпс) — японская рок-группа. Название группы было составлено из двух английских сленговых слов, «rad» и «wimp». Как говорит сама группа, это придуманное ими слово «radwimp» имело несколько значений, включая «великолепный слабак» и «превосходный трус».
Наиболее известна по своим синглам «Order Made» (2008) и «DADA» (2011), попавшим на первое место японского чарта компании Oricon, а также по работе над саундтреком к анимационному фильму Макото Синкая «Твоё имя».
Всю музыку и все стихи к песням группы пишет вокалист Ёдзиро Нода (пока что единственным исключением является «Yonaki», бонусный трек с альбома Radwimps 4: Okazu no Gohan, написанный Акирой Кувахарой). Почти все тексты Ноды написаны им на основе случаев, которые с ним лично произошли, или других реальных событий. Песня «Enren» с изданного в 2006 году альбома Radwimps 4 была первой выдуманной песней с самого времени основания группы. Нода сам считает написание стихов работой рутинной и обременительной, поскольку, когда пишет стихи, он ставит под сомнение и обдумывает каждую фразу, пытаясь понять, что именно он хотел ей сказать.

## История
Группа впервые сформировалась в 2001 году в префектуре Канагава во время их первого года в старшей школе. Пятеро участников самого первого состава были друзьями со средней школы. Вокалист Ёдзиро Нода впервые заинтересовался музыкой, когда будучи учеником средней школы услышал группу Oasis и начал пытаться разучивать гитарные аккорды и петь их песни. Стать вокалистом попросил его друг, и изначально участники совмещали деятельность группы с игрой в баскетбол, но постепенно акцент начал смещаться в сторону музыки.
Деятельность группы начала концентрироваться в городе Иокогама, когда RADWIMPS дали своё первое выступление в музыкальном клубе BB Street в районе Каннай 5 февраля 2002 года. В этот момент гитарист Акира Кувахара бросил школу, чтобы сконцентрироваться на группе. В сентябре и августе 2002 года группа приняла участие в музыкальном фестивале старших школ Иокогамы и в итоге выиграла главный приз соревнования с песней «Moshi mo». «Moshi mo» была выпущена в качестве дебютного сингла группы в мае 2003 года. Было продано 10 000 экземпляров при стоимости в 100 иен. После этого группа гастролировала по Иокогаме, включая сольное выступление в клубе 24West. В июле 2003 года RADWIMPS выпустили свой дебютный альбом под названием Radwimps через инди-лейбл Newtraxx, песни в котором были написаны группой в средней школе. В августе 2003 года, после появления в качестве гостя на музыкальном фестивале старших школ Иокогамы, группа взяла перерыв, чтобы позволить Ёдзиро Ноде и остальным участникам сконцентрироваться на школьных экзаменах.
Перерыв закончился в марте 2004 года, однако участники Кэй Асо, Юсукэ Сайки и Акио Сибафудзи приняли решение не возобновлять деятельность группы. Вместо поиска новых участников, группа решила позвать уже знакомых им барабанщика Сатоси Ямагути и басиста Юсукэ Такэду, даже не проверив их навыков. Такэда встретил участников группы в августе 2003 года, являясь частью другого коллектива, выступающего на музыкальном фестивале старших школ Иокогамы. Группа тут же начала записывать песни, и к июлю 2004 года выпустила второй сингл «Kiseki» и провела трехмесячный тур по Японии. Сразу после окончания тура группа начала работу над их следующим альбомом, Radwimps 2: Hatten Tojou, который был закончен к концу 2004 и выпущен в марте 2005 года. Сразу после релиза группа отправилась на пятимесячный концертный тур под названием Radwimps Haruna Tour (はるなっTOUR), а также дали выступления на крупных летних музыкальных фестивалях, таких как Setstock, Rock in Japan и Summer Sonic. В течение этого времени группа выпустила свой третий сингл под названием «Hexun/Kanashi», который стал первым попавшим в японский чарт Oricon.
В ноябре 2005 года группа впервые дебютировала под мейджор-лейблом Toshiba EMI, выпустив сингл «Nijuugoko-me no Senshokutai». В январе 2006 года был выпущен сингл «EDP (Tonde Hi ni Iru Natsu no Kimi)». Оба релиза вошли в топ-50 чарта Oricon. Переходя к мейджор-лейблу Ёдзиро Нода объяснил, что они заняли ту же позицию, которая была у них, когда группа была независимой, и что «если бы мы думали, что станем лучше на мейджор-лейбле, то это было бы большой ошибкой». Третьим и первым под мейджор-лейблом альбомом стал Radwimps 3: Mujintou ni Motte Ikiwasureta Ichimai, выпущенный в марте 2006 года и стартовавший с 13-го места в альбомном чарте Oricon. В Radwimps 3 заметны изменения в музыкальном стиле, что позволило группе быть более экспериментальной в своём звучании.
К концу 2006 года группа набирала всё большую популярность: альбом Radwimps 4: Okazu no Gohan стартовал с пятого места чарта Oricon, а синглы «Futarigoto», «Yuushinron» и «Setsuna Rensa» заняли 16-е, 13-е и 4-е места соответственно. Было продано более 100 000 экземпляров альбома. В это время прошлые релизы группы, такие как Radwimps, Radwimps 2 и «Kiseki» начали впервые появляться в чартах. Впоследствии альбом Radwimps даже получил золотую сертификацию RIAJ.
В 2008 году был выпущен сингл «Order Made», который впервые для группы попал на первое место чарта Oricon. В 2009 году RADWIMPS выпустили альбом Altocolony no Teiri, который продался тиражом 213 000 экземпляров в свою первую неделю, дебютировав на втором месте чарта Oricon. В 2011 году был выпущен сингл «DADA», который второй раз для группы занял первое место в японском чарте.
В 2011 году группа выпустила свой шестой альбом Zettai Zetsumei, дебютировавший на втором месте чарта Oricon и получивший платиновую сертификацию RIAJ. Концертный тур под названием Zettai Enmei прошёл с апреля по август 2011 года.
11 декабря 2013 года был выпущен альбом Batsu to Maru to Tsumi to.
23 сентября 2015 года на официальном сайте группы было объявлено, что Сатоси Ямагути уходит на неопределенный по продолжительности перерыв из-за обострения фокальной дистонии.
В 2016 году группа выпустила два альбома. Первым стал Your Name, являющийся саундтреком к одноименному анимационному фильму Макото Синкая. Было продано более 400 000 экземпляров, что позволило альбому получить двойную платиновую сертификацию RIAJ. К концу 2016 года был выпущен второй альбом под названием Human Bloom, получивший платиновую сертификацию RIAJ. Оба альбома стартовали с первых позиций чартов Oricon и Billboard Japan. Концертный тур в поддержку альбома Human Bloom прошёл с февраля по май 2017 года, а 18 октября был выпущен на DVD и Blu-ray.
12 декабря 2018 года был выпущен альбом Anti Anti Generation. В тот же день на DVD и Blu-ray была выпущена запись концерта с Иокогама Арены, который группа дала в рамках концертного тура Road to Catharsis Tour 2018, прошедшего в июне 2018 года.
19 июля 2019 года группа выпустила альбом Weathering With You.

## Состав
Текущий состав
- Ёдзиро Нода[англ.] (яп. 野田洋次郎) — вокал (2001 — наст. вр.), ритм-гитара (2005 — наст. время)
- Акира Кувахара (яп. 桑原彰) — лид-гитара, бэк-вокал (2001 — наст. вр.)
- Юсукэ Такэда (яп. 武田祐介) — бас-гитара, бэк-вокал (2003 — наст. вр.)
- Сатоси Ямагути (яп. 山口智史) — ударные, бэк-вокал (2003 — наст. вр.; на перерыве с 2015)

Бывшие участники
- Юсукэ Сайки (яп. 斉木祐介) — ритм-гитара (2001—2002)
- Кэй Асо (яп. 朝生恵) — бас-гитара (2001—2002)
- Акио Сибафудзи (яп. 芝藤昭夫) — ударные (2001—2002)

Временная шкала

## Дискография
См. также «Radwimps discography» в английском разделе.

### Синглы
| Год  | Название                              | Чарты | Продажи (Oricon) | Сертификация                               | Альбом                      |
| Год  | Название                              | JPN   | Продажи (Oricon) | Сертификация                               | Альбом                      |
| ---- | ------------------------------------- | ----- | ---------------- | ------------------------------------------ | --------------------------- |
| 2003 | «Moshi mo»                            |       |                  |                                            | Radwimps                    |
| 2004 | «Kiseki»                              | 126   | 10 000           |                                            | Radwimps 2                  |
| 2005 | «Hexun/Kanashi»                       | 168   | 700              |                                            | Radwimps 3 / Radwimps 2     |
| 2005 | «Nijuugoko-me no Senshokutai»         | 45    | 9300             | - RIAJ (цифр.): Gold                       | Radwimps 3                  |
| 2006 | «EDP (Tonde Hi ni Iru Natsu no Kimi)» | 32    | 6300             |                                            | Radwimps 3                  |
| 2006 | «Futarigoto»                          | 16    | 27 000           | - RIAJ (цифр.): Platinum                   | Radwimps 4                  |
| 2006 | «Yuushinron»                          | 13    | 34 000           | - RIAJ (цифр.): Gold                       | Radwimps 4                  |
| 2006 | «Setsuna Rensa»                       | 4     | 31 000           |                                            | Radwimps 4                  |
| 2008 | «Order Made»                          | 1     | 116 000          | - RIAJ (физич.): Gold - RIAJ (цифр.): Gold | Altocolony no Teiri         |
| 2010 | «Manifesto»                           | 2     | 78 000           | - RIAJ (цифр.): Gold                       |                             |
| 2010 | «Keitai Denwa»                        | 3     | 76 000           |                                            | Zettai Zetsumei             |
| 2011 | «DADA»                                | 1     | 121 000          | - RIAJ (физич.): Gold                      | Zettai Zetsumei             |
| 2011 | «Kyoushinshou»                        | 2     | 85 000           | - RIAJ (физич.): Gold                      | Zettai Zetsumei             |
| 2012 | «Sprechchor»                          | 4     | 68 000           |                                            |                             |
| 2013 | «Dreamer’s High»                      | 6     | 39 000           |                                            | Batsu to Maru to Tsumi to   |
| 2013 | «Gogatsu no Hae/Last Virgin»          | 3     | 58 000           |                                            | Batsu to Maru to Tsumi to   |
| 2015 | «Picnic»                              | 7     | 21 000           |                                            |                             |
| 2015 | «Kigou to Shite/'I' Novel»            | 13    | 22 000           |                                            | Human Bloom                 |
| 2017 | «Your Name. English edition»          | 6     | 22 000           |                                            | Your name. (deluxe edition) |
| 2017 | «Saihate Aini/Brain Washing»          | 2     | 44 000           | - RIAJ (цифр.): Gold / —                   | Anti Anti Generation        |
| 2018 | «Mountain Top/Shape Of Miracle»       | 10    | 16 000           |                                            | Anti Anti Generation        |
| 2018 | «Catharsist»                          | 5     | 39 000           |                                            | Anti Anti Generation        |

### Альбомы
| Название                                          | Подробнее                                                                                            | Чарты | Продажи (Oricon) | Сертификация            |
| Название                                          | Подробнее                                                                                            | JPN   | Продажи (Oricon) | Сертификация            |
| ------------------------------------------------- | --- | ----- | ---------------- | ----------------------- |
| Radwimps                                          | - Выпущен: 2 июля 2003 (JPN) - Лейбл: Newtraxx - Форматы: CD, цифровая загрузка                      | 86    | 91 000           | - RIAJ: Gold            |
| Radwimps 2: Hatten Tojou                          | - Выпущен: 8 марта 2005 (JPN) - Лейбл: Newtraxx - Форматы: CD, цифровая загрузка                     | 80    | 98 000           |                         |
| Radwimps 3: Mujintou ni Motte Ikiwasureta Ichimai | - Выпущен: 15 февраля 2006 (JPN) - Лейбл: Toshiba EMI - Форматы: CD, цифровая загрузка               | 13    | 189 000          | - RIAJ: Platinum        |
| Radwimps 4: Okazu no Gohan                        | - Выпущен: 6 декабря 2006 (JPN) - Лейбл: Toshiba EMI - Форматы: CD, цифровая загрузка                | 5     | 345 000          | - RIAJ: Platinum        |
| Altocolony no Teiri                               | - Выпущен: 11 марта 2009 (JPN) - Лейбл: EMI Music Japan - Форматы: CD, цифровая загрузка             | 2     | 343 000          | - RIAJ: Platinum        |
| Zettai Zetsumei                                   | - Выпущен: 9 марта 2011 (JPN) - Лейбл: EMI Music Japan - Форматы: CD, цифровая загрузка              | 2     | 269 000          | - RIAJ: Platinum        |
| Batsu to Maru to Tsumi to                         | - Выпущен: 11 декабря 2013 (JPN) - Лейбл: Universal Music Japan - Форматы: CD, цифровая загрузка     | 2     | 140 000          | - RIAJ: Platinum        |
| Your Name                                         | - Выпущен: 24 августа 2016 (JPN) - Лейбл: EMI Records - Форматы: CD, LP, цифровая загрузка           | 1     | 429 000          | - RIAJ: Double Platinum |
| Human Bloom                                       | - Выпущен: 23 ноября 2016 (JPN) - Лейбл: Universal Music Japan - Форматы: CD, LP, цифровая загрузка  | 1     | 325 000          | - RIAJ: Platinum        |
| Anti Anti Generation                              | - Выпущен: 12 декабря 2018 (JPN) - Лейбл: Universal Music Japan - Форматы: CD, LP, цифровая загрузка | 1     | 105 000          | - RIAJ: Gold            |
| Weathering With You                               | - Выпущен: 19 июля 2019 (JPN) - Лейбл: Universal Music Japan - Форматы: CD                           | 2     | 123 000          | - RIAJ: Gold            |
| Forever Daze                                      | - Выпущен: 23 ноября 2021 - Лейбл: EMI Records - Форматы: CD, цифровая загрузка                      | 3     | 29,505 за неделю |                         |

### Концертные альбомы
| Название              | Подробнее                                                           | Чарты |
| Название              | Подробнее                                                           | JPN   |
| --------------------- | ------------------------------------------------------------------- | ----- |
| Human Bloom Tour 2017 | - Выпущен: 18 октября 2017 (JPN) - Лейбл: EMI Records - Форматы: CD | 38    |

## Видеография

### Видеоальбомы
| Название                    | Подробнее                                                                        | Чарты   | Чарты       |
| Название                    | Подробнее                                                                        | JPN DVD | JPN Blu-ray |
| --------------------------- | -------------------------------------------------------------------------------- | ------- | ----------- |
| RADWIMPS 4.5                | - Выпущен: 7 февраля 2007 (JPN) - Лейбл: Toshiba EMI - Форматы: DVD              | 1       |             |
| Namaharumaki                | - Выпущен: 11 июля 2007 (JPN) - Лейбл: EMI Music Japan - Форматы: DVD            | 2       |             |
| Zettai Enmei                | - Выпущен: 11 января 2012 (JPN) - Лейбл: EMI Music Japan - Форматы: DVD, Blu-ray | 1       | 1           |
| Batsu to Maru to Kimi to    | - Выпущен: 3 декабря 2014 (JPN) - Лейбл: EMI Records - Форматы: DVD, Blu-ray     | 1       | 3           |
| Ao to Mememe                | - Выпущен: 16 сентября 2015 (JPN) - Лейбл: EMI Records - Форматы: DVD, Blu-ray   | 3       | 6           |
| Human Bloom Tour 2017       | - Выпущен: 18 октября 2017 (JPN) - Лейбл: EMI Records - Форматы: DVD, Blu-ray    | 2       | 2           |
| Your Name Orchestra Concert | - Выпущен: 18 апреля 2018 (JPN) - Лейбл: Toho - Форматы: DVD, Blu-ray            | 17      | 12          |
| Road to Catharsis Tour 2018 | - Выпущен: 12 декабря 2018 (JPN) - Лейбл: EMI Records - Форматы: DVD, Blu-ray    | 2       | 3           |

### Музыкальные видео
| Год  | Название | Режиссёр(ы)                      |
| ---- | --- | -------------------------------- |
| 2004 | «Kiseki» | Tony Chang                       |
| 2005 | «Hexun» | Ацуси Такахата                   |
| 2005 | «Kanashi» | Дайсукэ Симада                   |
| 2005 | «Nijuugoko-me no Senshokutai Архивная копия от 9 октября 2018 на Wayback Machine»                                                                               | Дайсукэ Симада                   |
| 2006 | «EDP (Tonde Hi ni Iru Natsu no Kimi) Архивная копия от 22 октября 2016 на Wayback Machine»                                                                      | Дайсукэ Симада                   |
| 2006 | «Otogi Архивная копия от 14 апреля 2019 на Wayback Machine» | Дайсукэ Симада                   |
| 2006 | «Futarigoto Архивная копия от 18 августа 2017 на Wayback Machine»                                                                                               | Дайсукэ Симада                   |
| 2006 | «Yuushinron Архивная копия от 28 апреля 2017 на Wayback Machine»                                                                                                | Кандзи Суто                      |
| 2006 | «Setsuna Rensa Архивная копия от 2 мая 2017 на Wayback Machine»                                                                                                 | Кандзи Суто                      |
| 2006 | «me me she Архивная копия от 28 апреля 2017 на Wayback Machine»                                                                                                 | Дайсукэ Симада                   |
| 2006 | «Iin Desu ka? Архивная копия от 17 января 2019 на Wayback Machine»                                                                                              | Дайсукэ Симада                   |
| 2008 | «Order Made Архивная копия от 24 ноября 2017 на Wayback Machine»                                                                                                | Юити Кодама                      |
| 2009 | «Oshakashama Архивная копия от 4 октября 2017 на Wayback Machine»                                                                                               | Ясунори Какэгава, Тэцуя Нагато   |
| 2009 | «Sakebe Архивная копия от 16 июня 2020 на Wayback Machine» | Ясунори Какэгава                 |
| 2009 | «Tayuta Архивная копия от 16 января 2019 на Wayback Machine» | Ясунори Какэгава                 |
| 2010 | «Keitai Denwa Архивная копия от 15 февраля 2017 на Wayback Machine»                                                                                             | Сё Цукикава                      |
| 2010 | «Manifesto Архивная копия от 19 января 2017 на Wayback Machine»                                                                                                 | Нао                              |
| 2011 | «DADA Архивная копия от 20 сентября 2017 на Wayback Machine» | Ясухико Симидзу                  |
| 2011 | «Kyoushinshou Архивная копия от 6 апреля 2016 на Wayback Machine»                                                                                               | Кэнсаку Какимото                 |
| 2011 | «Kimi to Hitsuji to Ao Архивная копия от 14 февраля 2019 на Wayback Machine»                                                                                    | Дайсукэ Симада, Содзиро Каматани |
| 2012 | «Sprechchor Архивная копия от 20 июня 2017 на Wayback Machine»                                                                                                  | Тэцуя Нагато                     |
| 2013 | «Dreamer’s High Архивная копия от 20 июля 2017 на Wayback Machine»                                                                                              | Юкихиро Сёда                     |
| 2013 | «Last Virgin Архивная копия от 15 июня 2017 на Wayback Machine»                                                                                                 | Хидэнобу Танабэ                  |
| 2013 | «Kaishin no Ichigeki Архивная копия от 16 июля 2017 на Wayback Machine»                                                                                         | Такуро Окубо                     |
| 2013 | «Gogatsu no Hae Архивная копия от 8 мая 2017 на Wayback Machine»                                                                                                | Кэнсаку Какимото                 |
| 2014 | «Jikkyou Chuukei Архивная копия от 20 апреля 2019 на Wayback Machine»                                                                                           | Дайсукэ Хасимото                 |
| 2015 | «Kigou to Shite Архивная копия от 26 марта 2019 на Wayback Machine»                                                                                             | Такуро Окубо                     |
| 2016 | «Zenzenzense (movie ver.) Архивная копия от 21 января 2019 на Wayback Machine» «Zenzenzense [original ver.] Архивная копия от 6 января 2019 на Wayback Machine» | Юки Кавахаси                     |
| 2016 | «Sparkle [original ver.] Архивная копия от 10 января 2019 на Wayback Machine»                                                                                   | Макото Синкай, Масаёси Танака    |
| 2016 | «Hikari Архивная копия от 15 декабря 2018 на Wayback Machine»                                                                                                   | Юки Ямато                        |
| 2017 | «Brain Washing Архивная копия от 15 июня 2018 на Wayback Machine»                                                                                               | Хидеару Уэки                     |
| 2017 | «Iin Desu ka? 2017 ver. Архивная копия от 31 декабря 2018 на Wayback Machine»                                                                                   | Дайсукэ Симада                   |
| 2018 | «Mountain Top Архивная копия от 16 января 2019 на Wayback Machine»                                                                                              | Юки Кавахаси                     |
| 2018 | «Shape of Miracle Архивная копия от 1 декабря 2018 на Wayback Machine»                                                                                          | Кётаро Хаяси                     |
| 2018 | «Catharsist Архивная копия от 15 марта 2019 на Wayback Machine»                                                                                                 | Кэнсаку Какимото                 |
| 2018 | «Sokkenai Архивная копия от 26 ноября 2018 на Wayback Machine»                                                                                                  | Юсукэ Исида                      |
| 2018 | «Paparazzi Архивная копия от 1 февраля 2019 на Wayback Machine»                                                                                                 | Тэцуя Нагато                     |
| 2018 | «Nakidashisodayo feat.Aimyon Архивная копия от 5 февраля 2019 на Wayback Machine»                                                                               | Кэнто Ямада                      |
| 2019 | «Is There Still Anything That Love Can Do? Архивная копия от 3 августа 2019 на Wayback Machine»                                                                 | Кадзуаки Сэки                    |
| 2019 | «Celebration (Movie Edit) feat. Toko Miura Архивная копия от 14 сентября 2019 на Wayback Machine»                                                               | Тору Номура                      |
| 2019 | «We'll Be Alright Архивная копия от 21 декабря 2019 на Wayback Machine»                                                                                         | Кадзума Икэда                    |
| 2020 | «Sekai no Hate Архивная копия от 20 марта 2020 на Wayback Machine»                                                                                              |                                  |
| 2020 | «Light The Light Архивная копия от 19 марта 2020 на Wayback Machine»                                                                                            | Дайсукэ Симада                   |

## Награды
См. «Radwimps § Awards» в английском разделе.